# رنچو سکو (کالیفرنیا)
رنچو سکو (به انگلیسی: Rancho Seco) یک منطقهٔ مسکونی در ایالات متحده آمریکا است که در شهرستان کرن، کالیفرنیا واقع شده‌است. رنچو سکو ۶۱۸ متر بالاتر از سطح دریا واقع شده‌است.